# Harison da Silva Nery
Harison da Silva Nery (Belém, 2 januari 1980), ook wel kortweg Harison genoemd, is een Braziliaans voetballer.